# Korè 675
La Korè 675, aussi appelée Korè de Chios ou Korè ionienne, est une korè, une sculpture grecque archaïque de jeune femme, en marbre. Découverte lors de fouilles archéologiques sur l'acropole d'Athènes, elle est conservée au musée du site. Elle présente des restes de polychromie.